# لوك هيرلي
لوك هيرلي (بالإنجليزية: Luke Hurley)‏ هو كاتب أغاني وفنان الشارع نيوزيلندي، ولد في 31 أغسطس 1957.

## وصلات خارجية
- لوك هيرلي على موقع IMDb (الإنجليزية)
- لوك هيرلي على موقع أول ميوزيك (الإنجليزية)